# Salvatore (personaggio)
Salvatore è un personaggio letterario del romanzo del 1980 Il nome della rosa, scritto da Umberto Eco.

## Storia
Salvatore è un monaco benedettino che vive in un'abbazia sita in un luogo non precisato del nord Italia; egli, al pari del cellario dell'abbazia Remigio da Varagine, ha un passato di eretico dolciniano che entrambi tengono nascosto, ma è solito accogliere i nuovi arrivati con la frase "Penitenziagite", motto del movimento.

### Nel libro
Salvatore parla una lingua mista di latino e volgare (un misto di latino, italiano, spagnolo, inglese e tedesco) e, fatta la conoscenza di Adso da Melk lo mette al corrente dei suoi pensieri; successivamente viene indotto da Guglielmo da Baskerville a confessare il suo passato di eretico. Una volta giunto all'abbazia l'inquisitore Bernardo Gui per indagare sulle morti avvenute nel luogo, verrà da questi scoperto in compagnia di una giovane ragazza in possesso di un gallo nero: torturato, denuncerà come dolciniano il cellario, il quale verrà processato dall'Inquisizione e condannato a morte. Salvatore, il cellario e la ragazza, prigionieri, partiranno assieme alla delegazione papale e nulla è dato sapere sulla loro sorte.

### Nel film
Salvatore parla un misto di varie lingue e, dopo il breve dialogo con Adso, nel quale egli pronuncia la frase Penitenziagite che viene udita da Guglielmo, viene sospettato da questi di essere un eretico e per questo tenta di uccidere il frate francescano lanciandogli un masso dall'alto di una impalcatura. Rassicurato da Guglielmo sul suo disinteresse in merito al suo passato Salvatore lo aiuterà nelle sue indagini. Scoperto da Bernardo Gui in compagnia di una giovane ragazza in possesso di un gatto nero, arrestato e torturato, denuncia come dolciniano il cellario. L'Inquisizione condanna prontamente Remigio, Salvatore e la ragazza come eretici e la sentenza di morte sul rogo viene immediatamente eseguita. Salvatore e Remigio muoiono tra le fiamme, la ragazza viene liberata dai paesani e si salva.

## Adattamenti
Dal romanzo è stato tratto l'omonimo film del 1986, diretto da Jean-Jacques Annaud, dove Salvatore è stato interpretato dall'attore statunitense Ron Perlman, mentre nell'adattamento televisivo del 2019, ad opera di Giacomo Battiato, è stato interpretato dall'attore italiano Stefano Fresi.